# هيلموت شميت (فيزيائي)
هيلموت شميت (بالألمانية: Helmut Schmidt)‏ هو فيزيائي ألماني، ولد في 21 فبراير 1928 في غدانسك في بولندا، وتوفي في 18 أغسطس 2011.